# Jean-François Ducis
Jean-François Ducis (Versailles, 14 agosto 1733 – Versailles, 31 marzo 1816) è stato un poeta e drammaturgo francese.
La notorietà di Ducis come tragediografo è dovuta soprattutto al rifacimento di opere shakespeariane, tra cui Otello, Amleto, Re Lear e Macbeth.
Pur attenendosi abbastanza alle trame originali, Ducis conferì a tutti i personaggi una nuova sensibilità, nel tentativo di dare loro un valore romantico.
Criticato violentemente da Voltaire, le sue opere riscossero ugualmente un grandioso successo e furono talvolta rappresentate in Italia, specie nei primi decenni dell''800.
Vista la sua notorietà, Ducis fu nominato membro dell'Académie française nel 1779.